# Lucena CF
Lucena CF is een gewezen Spaanse voetbalclub uit Lucena in de regio Andalusië. Thuisstadion was het Campo Municipal de Lucena, dat 2.000 plaatsen heeft.

## Geschiedenis
Lucena CF werd in 1968 opgericht onder de naam Atlético Lucentino Industrial als opvolger van Unión Deportiva Lucentina. Jarenlang speelde de club in de amateurdivisies totdat in 1983 promotie naar de Tercera División werd bereikt. Het verblijf in de vierde Spaanse klasse duurde echter slechts één seizoen. Van 1990 tot 1995 speelde club wederom in de Tercera División en vanaf 1996 opnieuw. In 2006 veranderde de clubnaam in het huidige Lucena Club de Fútbol en het seizoen 2006/2007 werd afgesloten met promotie naar de Segunda División B.
Na het seizoen 2014/2015 volgde de degradatie naar de Tercera División, wat de doodsteek betekende.  Tijdens het seizoen 2015/2016 ging de ploeg failliet.

## Bekende spelers
- Marcelo Romero

## Bekende trainers
- Rafael Berges